# Austrolimnophila linae
Austrolimnophila linae är en tvåvingeart som beskrevs av Alexander 1947. Austrolimnophila linae ingår i släktet Austrolimnophila och familjen småharkrankar. Inga underarter finns listade i Catalogue of Life.